# Geoff Downes
Geoffrey Downes (ur. 25 sierpnia 1952 w Stockport) – brytyjski klawiszowiec znany z występów w zespołach Asia, Yes oraz The Buggles.

## Dyskografia

### Zthe Buggles
- The Age of Plastic, 1979
- Adventures in Modern Recording, 1981

### ZYes
- Drama, 1980/expanded and remastered, 2004
- Yesyears, 1991
- Yesstory, 1992
- Highlights—The Very Best of Yes, 1993
- In a Word: Yes (1969- ), 2002
- Yes Remixes, 2003
- The Ultimate Yes—35th Anniversary Collection, 2003/2004
- The Word is Live, 2005
- Fly From Here, 2011
- Heaven and Earth, 2014

### ZAsia
- Asia, 1982
- Alpha, 1983
- Astra, 1985
- Then & Now, 1990
- Live Москва 09-X1-90, 1991
- Aqua, 1992; Aqua Special Edition, 2005
- Who'll Stop the Rain (single)
- Aria, 1994; Aria Special Edition, 2005
- Arena, 1996; Arena Special Edition, 2005
- Archiva 1, 1996
- Archiva 2, 1996
- Now - Live in Nottingham, 1997
- Live in Osaka, 1997
- Live in Philadelphia, 1997
- Anthology—The Best of Asia 1982-1997, 1997; Anthology Special Edition, 2005
- John Wetton—Geoff Downes—Asia—UK Compilation CD, 1997
- The Very Best of Asia: Heat of the Moment (1982–1990), 2000
- The Best of Asia Live, 2000?
- Aura, 2001
- Alive in Hallowed Halls, 2001
- Asia/Boston: Winning Combination, 2001
- Alive in Hallowed Halls, 2001
- Live at Budokan, 2002
- Quadra, 2002
- Anthologia, 2002
- Armada 1, 2002
- Live Acoustic
- Live at the Town & Country
- Different Worlds
- Dragon Attack
- History of Asia, 2004
- Live in Buffalo, 2004
- Live in Hyogo, 2004
- Different Worlds, 2004
- Silent Nation, 2004

### Solowe
- The Light Program, 1987
- Vox Humana, 1992
- Welcome to the Real World with Trapeze 1993
- Evolution, 1996
- Hughes/Downes: The Work Tapes, 1998
- The World Service, 2000
- Shadows & Reflections, 2003
- The Collection, 2003
- Live at St. Cyprian's
- Icon (z Johnem Wettonem) 2005